# ロビー・バックマン
ロビン・ピーター・ケンドール・バックマン（Robin Peter Kendall Bachman、1953年2月18日 - 2023年1月12日）はカナダ出身のドラマー。
ギタリストでシンガーソングライターのランディ・バックマンの弟である。彼はバンドのブレイヴ・ベルトとバックマン・ターナー・オーヴァードライヴのオリジナルドラマーであった。ブレイヴ・ベルトとバックマン・ターナー・オーヴァードライヴのアルバムのライナーノーツには「ロビー」もしくは「ロブ」と明記されていた。

## 経歴
成長期、バックマンは自宅でドラムを練習していて、兄のランディと一緒によく演奏していた。1971年、ランディが当時18歳だった弟のロビーにブレイヴ・ベルトのドラマーとしての仕事を提案し、ロビーは兄からの提案を受け入れた。ブレイヴ・ベルトのメンバーには他にチャド・アランとフレッド・ターナーがいた。1972年、メンバーのアランが脱退した後にロビーのもう1人の兄であるティム・バックマンが加入した。
ブレイヴ・ベルトからバックマン・ターナー・オーヴァードライヴ（BTO）に改名した1973年、ロビーはBTOの楽器ロゴをデザインしたことでクレジットされた。1973年から1976年にかけて人気絶頂期を迎えたBTOはリリースした5枚のアルバム、6枚のシングルがそれぞれアルバム売上トップ40と米国アルバム売上トップ40にランクインし、カナダでは11枚のシングルがシングル売上トップ40にランクインした。ロビーはバックマン・ターナー・オーヴァードライヴ最大のヒット曲である「ロールオン・ダウン・ザ・ハイウェイ」（米国のBillboard Hot 100：1975年第14号とカナダの音楽雑誌『RPM』：1975年第4号）においてフレッド・ターナーと共同で作詞を担当した。1979年に発売されたアルバム「ロックンロール・ナイツ」を引っ提げて行われたライブツアーの後、ロビーは1979年の終わりまでBTOに残った。
ロビーは兄のランディとのライセンス問題が原因で、1984年に再結成したBTOへの参加を辞退した。またブレア・ソーントンの代わりとなる2人目のギタリストとしてティム・バックマンを加入させるとしたランディの決定にも反対した。結局は1984年に発売されたアルバム「BTO」で交代させられ、ゲス・フーの元ドラマーであるギャリー・ピーターソン（Garry Perterson）がサポートメンバーとしてライブツアーに参加した。のちにロビーは1988年から1991年まで続く再結成ツアーでラインアップされたBTOの「ノット・フラジャイル」で再加入した。それは奇しくもランディ・バックマンがバンドを脱退した後のことであった。後任のギタリスト/ボーカルのランディ・マレーを加えたロビーと残りのメンバーは2004年の終わりまでBTOのメンバーとしてライブツアーを行った。このライブツアー構成で紹介された新曲は1996年に発売されたアルバム「Trial By Fire: Greatest & Latest」にのみ収録されている。
2009年、再結成したフレッド・ターナーとランディ・バックマンは新しいアルバムのレコーディングを開始し、ワールドツアーに合わせて「バックマン & ターナー」という題名で2010年9月にリリースされた。バックマン・ターナー、或いはBTOという名前を拝したライブツアーからランディとターナーを除外させるために、ロビン・バックマンとブレア・ソーントンはランディ・バックマンに対して訴訟を起こした。
2014年3月29日、ロビーとバックマン・ターナー・オーヴァードライヴの曲である「ノット・フラジャイル」はカナダ音楽殿堂入りを果たした。

## 私生活と死
2004年に行われたBTOのラストライブを最後に隠居生活に入った。ミュージシャンのタル・バックマンの叔父であった。
2023年1月12日、バックマンは69歳で没した。彼は妻のクリッシーに先立たれている。死亡の原因が特定されないまま、バンド仲間である兄のランディ・バックマンによりロビーの死が確認された。